# Combretum procursum
Combretum procursum är en tvåhjärtbladig växtart som beskrevs av William Grant Craib. Combretum procursum ingår i släktet Combretum och familjen Combretaceae. Inga underarter finns listade i Catalogue of Life.